# Rita Agote
Rita Agote (Buenos Aires, 22 de mayo de 1865- Buenos Aires, 29 de junio de 1961) fue una educadora y presidenta de la Comisión de Damas de Beneficencia en Chaco.

## Biografía

### Trayectoria educativa
En 1880 las políticas educativas de Domingo F. Sarmiento, desde el cargo de superintendente general de Escuelas, impulsaron la creación de escuelas en todo el país, por lo que centenares de hombres y mujeres fueron designados como maestros. En octubre de ese mismo año, a los 15 años, Rita Agote fue designada como ayudante al 5.º Distrito (La Piedad, provincia de Buenos Aires), donde continuó trabajando por cinco años, dejando reflejar su vocación docente.
Luego, en 1885, pasó al 6.º Distrito (San Nicolás), a la Escuela Superior de Niñas. El 9 de octubre de 1886, el Consejo Nacional de Educación la promovió al cargo de maestra de grado, donde se desempeñó con entusiasmo, rectitud y verdadera maestría, figurando su nombre en los informes oficiales como el de una de las docentes más capacitadas. Más tarde, el 6 de septiembre de 1892, el mismo Consejo la designó preceptora de la Escuela de Niñas N.º 2 de la incipiente Villa Resistencia.
Llegó al Chaco con su esposo, Claudio Sustaita. Ambos se alejaron de las comodidades de la ciudad para radicarse en un lugar que presentaba todo tipo de dificultades.
Rita Agote ocupó temporalmente el cargo de dirección de la Escuela N.º 2, donde provocó una profunda renovación en diferentes aspectos: complementación de nuevos métodos de enseñanza, cumplimiento de horarios, organización administrativa, reformas y ampliaciones de las instalaciones escolares, entre otras, logrando así colocar a la escuela en el primer puesto entre las escuelas de las gobernaciones nacionales, según informe de inspección de 1894. En 1895 fue nombrada directora titular de la misma escuela, logrando se concrete su iniciativa de crear la biblioteca escolar para ampliar los conocimientos de maestros y alumnos.

### Otras aportaciones
Rita Agote no solo se dedicó al ámbito escolar, sino que colaboró ampliamente en distintos aspectos dentro de la comunidad, principalmente durante el gobierno del general Antonio Dónovan. 
- En tres oportunidades fue presidenta de la Comisión de Damas de Beneficencia.
- En 1898 trabajó arduamente en la preparación de la ceremonia y arreglo del templo San Fernando para su inauguración.
- En 1901 se acogió a los beneficios de la jubilación, siendo la primera maestra de la provincia de Chaco que logró ese beneficio.
- Continuó colaborando en distintas comisiones y con la llegada de Julio Cecilio Perrando, en 1904, se dedicó aún más al aspecto de salud de la población.

Murió en Buenos Aires, el 29 de junio de 1961 a los 96 años.

## Homenajes
Llevan el nombre de esta figura:
- La Escuela Primaria N.º 842 - Resistencia, Chaco
- Una calle del Barrio "Los Troncos" (Entre las avenidas Italia y Vélez Sarfield) - Resistencia, Chaco